# Carlo Ridolfi
Carlo Ridolfi, nato Carlo Sartor (Lonigo, 1º aprile 1594 – Venezia, 5 settembre 1658), è stato un pittore e scrittore italiano.

## Biografia
Nacque a Lonigo, in provincia di Vicenza, ma si trasferì molto giovane a Venezia, dove fu allievo del pittore Antonio Vassilacchi, detto l'Aliense. A Venezia si conservano una Visitazione già nella chiesa di Ognissanti (ora alle Gallerie dell'Accademia, depositi) e un'Adorazione dei Magi, ancora visibile nella chiesa di San Giovanni Elemosinario. Altre opere sono attualmente sparse nella Terraferma veneta. Nella chiesa arcipresbiterale di Dossena (Bg), in particolare, sono presenti una Coronazione di spine e una Flagellazione di Cristo (1650).
Fu anche collezionista di disegni, come il suo omologo toscano Giorgio Vasari: molti pezzi della sua raccolta si trovano oggi presso la Christ Church Library di Oxford, in Inghilterra.

### Il biografo degli artisti:Le Meraviglie dell'arte

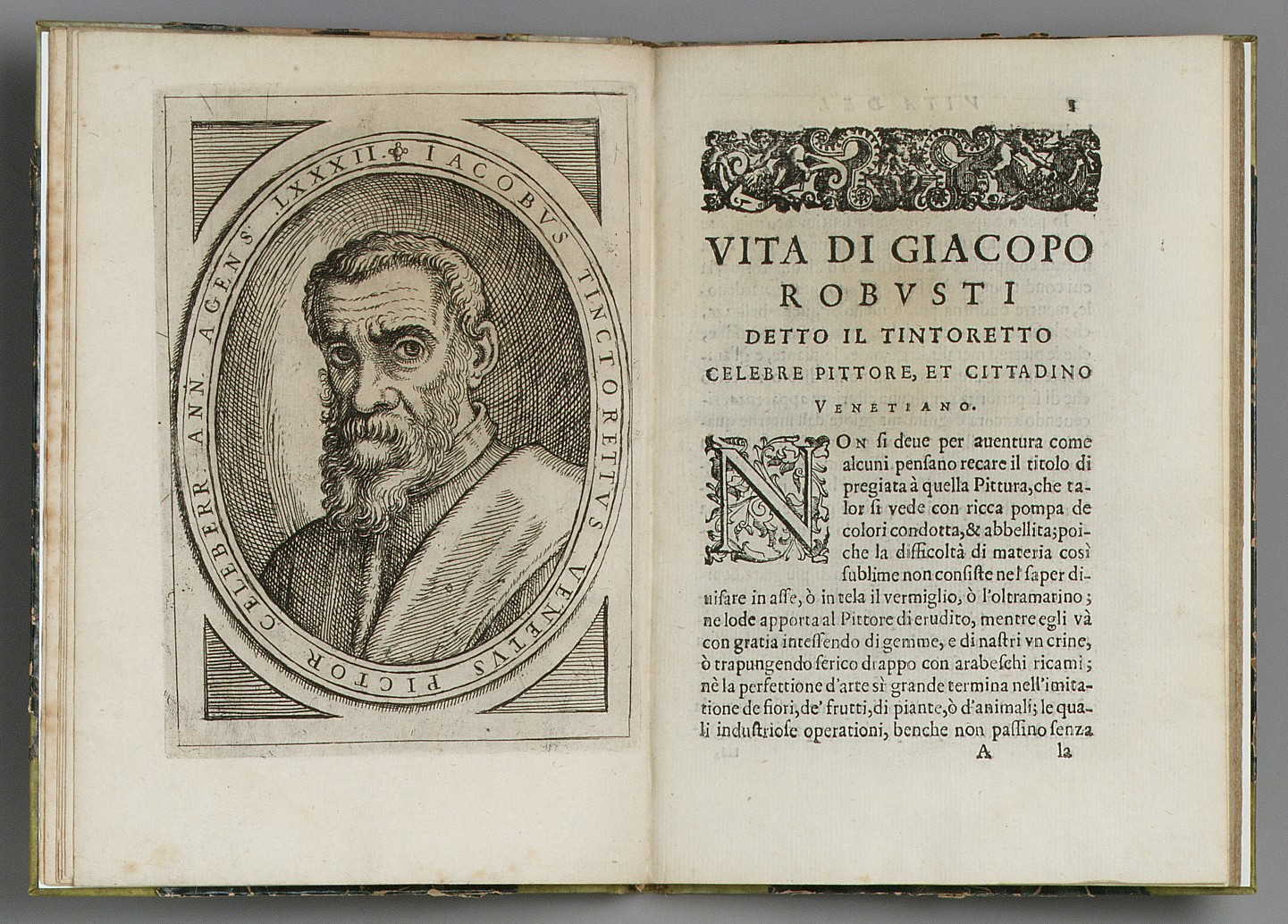
Carlo Ridolfi, Vita del Tintoretto

Carlo Ridolfi è ricordato soprattutto per aver scritto una raccolta di biografie di pittori veneti: la sua opera più nota si intitola Le Maraviglie dell'arte, uscita nel 1648. In precedenza aveva dato alle stampe la vita di Jacopo Tintoretto (1642) e quella di Paolo Veronese (1646).
Se Vasari si dedicò soprattutto agli artisti toscani, il Ridolfi trattò specialmente quelli di terra veneta: la sua intenzione era quella di completare il testo vasariano, che trascurava gli artisti della Serenissima. Lo stile letterario di Carlo Ridolfi è spesso ampolloso e ricco di citazioni erudite, mentre le sue vite sono quasi sempre arricchite di aneddoti e curiosità biografiche. Nonostante alcuni suoi giudizi siano stati messi in discussione, il libro di Ridolfi rimane comunque una fonte fondamentale per la storia della pittura del Cinquecento veneto.